# Godziszewo (wieś w województwie wielkopolskim)
Godziszewo (niem. Birkenfelde) – wieś w Polsce położona w województwie wielkopolskim, w powiecie wolsztyńskim, w gminie Siedlec.

## Historia
Miejscowość pierwotnie związana była z Wielkopolską. Ma metrykę średniowieczną i istnieje co najmniej od XIV wieku. Wymieniona w dokumencie z 1391 pod nazwą Godzeszewo, 1396 Godczesewo, Godczesew, Godczezewo, Godczewo, 1398 Godzeszewo, 1425 Brogozewo, 1426 Godzessewo, 1431 Bodzeschewo, 1530 Godzyssewo.
W 1431 wieś leżała w powiecie kościańskim Korony Królestwa Polskiego. W 1510 przynależała do parafii Przyprostynia, a w 1515 do parafii Zbąszyń.
Miejscowość była wsią szlachecką należącą do Godziszewskich, Jarogniewskich i Jaromirskich lokalnej szlachty wielkopolskiej. Jako własność prywatna wielokrotnie zmieniała właścicieli poprzez wykup, zamianę i dziedziczenie. W 1391 Dobiesław Godziszewski był w sporze sądowym z Wojciechem Rzeszotarzewskim z Rzeszotarzewa, (obecnie Rostarzewo) w sprawie poręki oraz o 60 grzywien szkody. W 1396 prowadził kolejny spór z wdową po Marcinie z Chobienic, a w latach 1396-98 był w sporze z Odzieszką sołtyską z Przyprostyni o 1/4 Godziszewa. W latach 1395–1416 jako właściciele we wsi odnotowani zostali Wincenty, Bernard oraz Maciej z Godziszewa synowie wspomnianego Dobiesława. W 1429 Jerzy Jarogniewski dziedzic wsi Chobienice i Godziszewa rozgraniczył Zakrzewo z Godziszewem. W 1469 jego syn Filip z Chobienic zapisał żonie Katarzynie po 150 grzywien posagu i wiana na Chobienicach oraz innych dobrach w tym m.in. na Godziszewie. W 1487 dziedziczką wsi staje się Jadwiga córka Andrzeja Jaromirskiego, która dała wieś jako posag swojej ciotce Dorocie z Jaromierza z prawem odkupu za 150 grzywien.
Miejscowość odnotowana została w archiwalnych, historycznych regestach podatkowych. W 1510 we wsi były trzy łany osiadłe, dwa sołectwa po jednym łanie roli, karczma z wyszynkiem. W 1530 odnotowano pobór podatków z 3 łanów. W 1563 pobór z 8 łanów, karczmy, dwóch rzemieślników. W 1581 pobór z 4 łanów, 8 zagrodników oraz 5 komorników.
Po rozbiorach Polski miejscowość znalazła się w zaborze pruskim. W okresie Wielkiego Księstwa Poznańskiego (1815-1848) miejscowość wzmiankowana jako Godziszewo należała do wsi większych w ówczesnym powiecie babimojskim rejencji poznańskiej. Godziszewo należało do tuchorskiego okręgu policyjnego tego powiatu i stanowiło część majątku Chobienice, który należał wówczas do Konstancji Mielżyńskiej. Według spisu urzędowego z 1837 roku Godziszewo liczyło 286 mieszkańców, którzy zamieszkiwali 25 dymów (domostw).
Folwark Godziszewo, własność hrabiego Macieja Mielżyńskiego, położony był w 1909 roku w powiecie babimojskim rejencji poznańskiej w Wielkim Księstwie Poznańskim.
W latach 1975–1998 miejscowość administracyjnie należała do województwa zielonogórskiego.